# Casatisma
Casatisma ist eine norditalienische Gemeinde (comune) mit 852 Einwohnern (Stand 31. Dezember 2023) in der Lombardei. Die Gemeinde liegt etwa 16 Kilometer südsüdwestlich von Pavia in der Oltrepò Pavese an der Coppa.

## Verkehr
Durch die Gemeinde führt die frühere Strada Statale 35 dei Giovi (heute: Provinzstraße) von Genua nach Como. Hier kreuzt sie die Autostrada A21 von Turin nach Brescia.